# Nous autres à Champignol
Série
Le Gendarme de Champignol
(1959)
Pour plus de détails, voir Fiche technique et Distribution.
Nous autres à Champignol est un film français de Jean Bastia, sorti en 1957.

## Synopsis
Guerre de clochers entre deux villages français sur fond de football... Gardien de but de l'équipe de Fouzy, Claudius est échangé contre une vache et devient le nouveau gardien de Champignol. Au cours de la finale, il est métamorphosé par l'apparition de la belle Solange. Il gagne la coupe à lui tout seul.

## Fiche technique
- Titre : Nous autres à Champignol
- Réalisation : Jean Bastia
- Scénario : Roger Pierre
- Adaptation : Guy Lionel
- Dialogues : Jean Bastia et Roger Pierre
- Photographie : Marc Fossard
- Musique : Gérard Calvi
- Son : René Longuet
- Montage : Fanchette Mazin
- Décors : Jean Mandaroux
- Direction de production : Julien Rivière
- Société de production : Chrono Films
- Pays :  France
- Année : 1957
- Format : noir et blanc
- Genre : Comédie
- Durée : 81 min
- Date de sortie :
  - France -  2 août 1957

## Distribution
- Jean Richard : Claudius Binoche
- Milly Mathis : Eugenie
- Noël Roquevert : Dugenet
- Annick Tanguy : Solange
- Roger Pierre : le premier garde
- Mario David : Gino
- Jean-Marc Thibault : le second garde
- Robert Rollis : Milou
- Max Elloy : Maxime
- Jacqueline Hopstein : Mlle Tintoret 2
- Nina Myral : Mlle Tintoret 1
- Jacques Richard : un sportif
- Jean Lefebvre : un soldat romain / un roi mérovingien / Henri III / un mousquetaire / le zouave du pont de l'Alma / un homme en exode
- Hubert Deschamps
- Marcel Mérovée